# Tom Flick
Tom Flick es un escultor luxemburgués, nacido el 19 de julio de 1968 en la ciudad de Luxemburgo.